# Диферанс
Диферанс (фр. Differance) — філософське поняття, введене французьким філософом деконструктивістом Жаком Дерріда. Вперше він використав це
поняття у 1963 році в роботі «Cogito et histoire de la folie». Диферанс це одночасно і встановлення відмінності, і відстрочка, відкладання. Жак Дерріда виділяв два основних значення терміна «відмінність». Перше передбачає зволікання у часі, пошук часу та сил для операції відкладання, тобто щось на зразок «часового становлення простору» та «просторове становлення часу». Друге значення: «розрізняти» — не бути тотожнім, бути відмінним, іншим, не таким.
Жак Дерріда вважав, що філософія завжди концентрувала увагу на поняттях тотожність, єдине, ціле і підпорядковувала їм поняття відмінного, різного. Тепер же слід поставити в центр філософських роздумів відмінність, яка передбачає дискусію, здатність людини мислити разом з опонентом, брати до уваги відмінну позицію, точку зору.
Найбільш детально поняття диферансу Жак Дерріда розглядає в роботі «Differance».